# Sigrún Magnúsdóttir
Sigrún Magnúsdóttir (née le 15 juin 1944 est une femme politique islandaise. Député, elle est élue à l'Althing pour la circonscription de Reykjavik nord de 2013 à 2016.

## Ministre de l'Environnement
Le 31 décembre 2014, elle est nommée ministre de l'Environnement et des Ressources naturelles lors du remaniement du gouvernement Gunnlaugsson. À la suite des législatives de 2016 pour lesquelles elle n'est pas candidate, un nouveau gouvernement est formé et Björt Ólafsdóttir lui succède au ministère.